# عيسى كرامة
عيسى كرامة (8 يونيو 1919 - 1988) هو مخرج ومؤلف مصري.

## حياته ونشأته
من مواليد 8 يونيو 1919 درس السينما بالمراسلة مع أحد المعاهد الفرنسية، ثم سافر إلى باريس، لتطبيق الدراسة عملياً، وتخصص في الإخراج عام 1951. بدأ حياته الفنية مديراً للإنتاج عام 1947 في فيلم «الستات عفاريت» للمخرج حسن الإمام، وكان فيلمه «في سبيل الحب»، أول فيلم مصري يعرض بالسينما سكوب. يعتبر فيلمه «حلال عليك» عام 1952 أول عمل إخراجي له.

## مع إسماعيل ياسين
أول فيلم يخرجه عيسى كرامة كان فيلم حلال عليك عام 1952 من بطولة إسماعيل ياسين، وبالمجمل فقد كان إسماعيل هو البطل في ثمانية من الأفلام العشرين التي أخرجها كرامة، وهي الأفلام هي: حلال عليك (1952)، حرام عليك (1953)، إسماعيل يس في متحف الشمع (1956)، إسماعيل يس في مستشفى المجانين (1958)، لوكاندة المفاجآت، حماتي ملاك (1959)، شهر عسل بص (1960)، زوج بالإيجار (1961).

## قائمة أفلامه
لقاء في شهر العسل 1987 (قصة وسيناريو وحوار) - مغامرة شباب 1970 (إخراج وقصة وسيناريو) - حلوة وشقية 1968 (سيناريو وإخراج) - الراجل ده حيجنني  1967 - مطلوب أرملة 1965 (قصة وسيناريو وحوار وإخراج) - آخر جنان 1965 - نمر التلامذة 1964 - آخر شقاوة 1964 - حكاية نص الليل 1964 (قصة وسيناريو وإخراج) -  جواز في خطر 1963 (سيناريو وإخراج) - الأزواج والصيف 1961 - زوج باللإيجار 1961 (قصة وسيناريو وحوار وإخراج) - شهر عسل .. بصل 1960 (سيناريو وحوار وإخراج) -  لوكاندة المفاجأت 1959 (قصة وسيناريو وإخراج) - حماتي ملاك 1959 (تأليف وإخراج) - إسماعيل ياسين في مستشفى المجانين  1958 - جرب حظك 1956 - إسماعيل يس في متحف الشمع 1956 (قصة وسيناريو وإخراج) -  في سبيل الحب 1955 (سيناريو وإخراج) -  حرام عليك 1953 - حلال عليك 1952 (قصة وسيناريو وإخراج).

## وصلات خارجية
- عيسى كرامة على موقع IMDb (الإنجليزية)
- عيسى كرامة على موقع الدهليز
- عيسى كرامة على موقع قاعدة بيانات الأفلام العربية
- عيسى كرامة على موقع قاعدة بيانات الفيلم (الإنجليزية)
- عيسى كرامة على الدهليز
- عيسى كرامة على كاروهات